# Flugplatz Swakopmund

i7
i11
i13
Der Flugplatz Swakopmund (englisch Swakopmund Airfield, offiziell Swakopmund Aerodrome, IATA-Code: SWP, ICAO-Code: FYSM) ist der Flugplatz der Stadt Swakopmund in Namibia. Der Flughafen liegt südöstlich von Swakopmund-Mondesa an der Nationalstraße B2 rund vier Kilometer von der Innenstadt entfernt. Er verfügt über eine 1600 Meter lange sowie eine knapp 1000 Meter lange Start- und Landebahn. 

## Problematiken
Von Anfang 2009 bis Mitte 2012 gab es gerichtliche Auseinandersetzungen zwischen der Stadt Swakopmund und dem Betreiber Swakopmund Airfield CC, da dieser angeblich seinen vertraglich vereinbarten Verpflichtungen nicht nachgekommen ist und somit die Sicherheit der Flugplatznutzer nicht mehr sicherstellen kann. Zum 31. Oktober 2009 wurde dem Betreiber die Lizenz entzogen, jedoch weigert sich dieser den Flugplatz zu verlassen. Am 1. November 2009 wurde dem Flugplatz die Betriebslizenz vom Namibian Directorate of Civil Aviation (Zivile Luftfahrtbehörde) entzogen und dieser damit faktisch geschlossen.
Am 15. März 2011 hat das Obergericht in Swakopmund dem Antrag der Stadt entsprochen und den Pächter zur Räumung aufgefordert.
Durch Entzug der Lizenz zum 1. November 2009 wurde der Flugplatz rechtlich geschlossen. Im April 2012 wurde diese Schließung durch das Direktorat für Zivilluftfahrt endgültig entschieden und der Flugplatz für allen Verkehr gesperrt. Mitte Mai 2012 wurde dieser, nachdem auf Eigeninitiative der Fluggesellschaften eine Startbahn saniert wurde, wieder geöffnet.

## Zukunftsplanungen
Im Juni 2021 wurde die Sanierung und der Ausbau des Flughafens angekündigt. Einer Verlegung an den nordöstlichen Stadtrand wurde eine Absage erteilt. Der Ausbau schließe die Asphaltierung der Start- und Landebahn sowie die Verlegung und Neubau des Terminals an den Südrand des Geländes ein.
Der Ausbau und die Registrierung des Flugplatzes wurde Mitte 2022 angekündigt. Seit Mai 2022 fliegt FlyNamibia im Safari-Linienflug von hier zum Flugplatz Sesriem  bei Sesriem und Flugplatz Twyfelfontein bei Twyfelfontein.
Im Juni 2025 wurde der mittelfristige Ausbau des Flughafens, unter anderem um eine asphaltierte Start- und Landebahn sowie ein Terminalgebäude, in Höhe von 443 Millionen Namibia-Dollar vom Stadtrat verabschiedet.

## Zwischenfälle
Am 17. Juli 2023 stürzte ein Hubschrauber Robinson R44 mit zwei Personen an Bord bei einem Überprüfungsflug am Flughafen ab. Beide Personen kamen dabei ums Leben.

## Fotogalerie

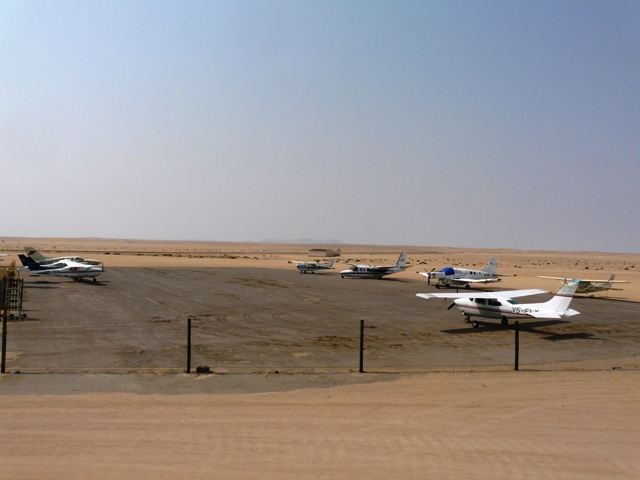
Vorfeld am Flughafen Swakopmund
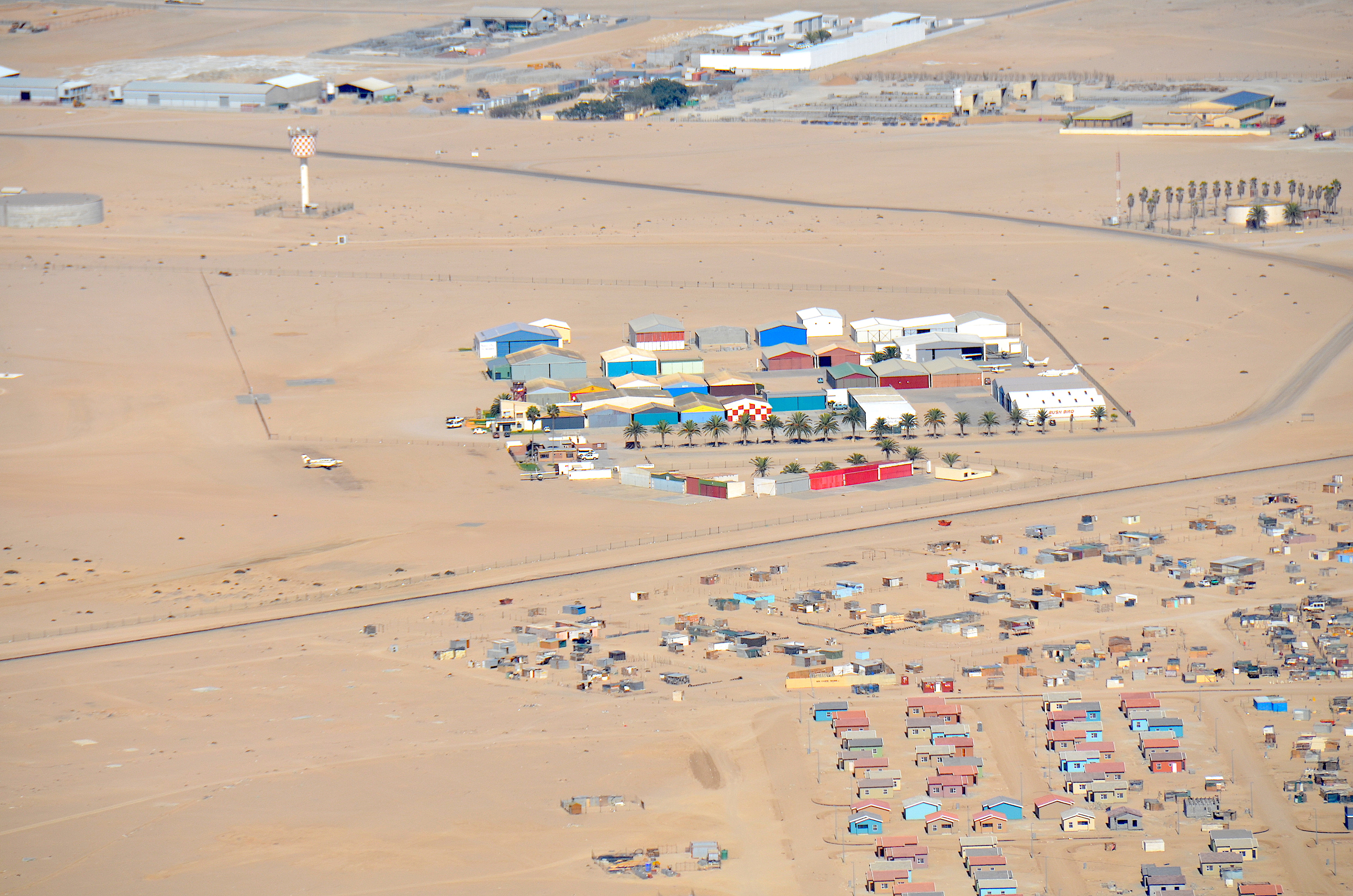
Flugplatz Swakopmund aus der Vogelperspektive (2017)